# Sode (armatura)
I Sode (袖) erano gli spallacci tipici dell'armatura giapponese, agganciati sopra la corazza (dō) e ad essa non direttamente interconnessi (come invece valeva per gli spallacci dell'armatura a piastre europea).

Di forma rettangolare, abbastanza lunghi per coprire, oltre alla spalla, anche l'omero, erano realizzati con lamine di cuoio e/o ferro congiunte da rivetti e lacci.